# Повстання Чернігівського полку 1826

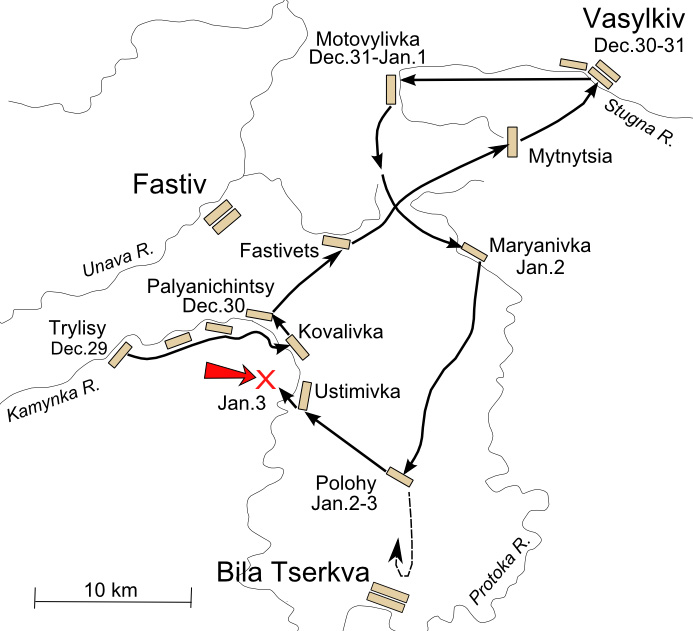
Схематична карта руху повсталого Чернігівського полку

Повстання Чернігівського полку  — збройний виступ, підготований Південним товариством декабристів в Україні 10-15 січня 1826 року (ст. ст. — 29 грудня 1825 — 3 січня 1826) проти царського режиму.

## Напередодні повстання
Південні декабристи дізналися про смертельну хворобу імператора  Олександра I раніше, ніж у Петербурзі. Фельд'єгері з Таганрога до  Варшави проїжджали через південну станцію Умань і повідомили декабристу  Волконському, що імператор при смерті. Крім того, вони раніше дізналися і про доноси на таємне товариство, які було надано покійному імператорові. Першим мав виступати Петербург. І лише після сигналу з Петербурга, що повстання в столиці має хоча б перший успіх, повинні були виступити південні війська. В обстановці міжцарів'я  Пестель і його товариші напружено чекали вістей з півночі. Було вирішено, що Пестель і Барятинський при першій звістці про столичне повстання виїдуть до Петербурга і повстання на півдні піде під керівництвом  Сергія Муравйова-Апостола.
Керівники повстання розраховували приєднати до своєї акції значні військові з'єднання, зібрані біля  Києва для маневрів. Поразка  декабристів у  Петербурзі (25 грудня 1825) примусила приспішити повстання в  Україні; воно почалося у селі Трилісах, біля Фастова на Київщині. 24 грудня 1825 року був заарештований Пестель Павло Іванович.

## Хід повстання

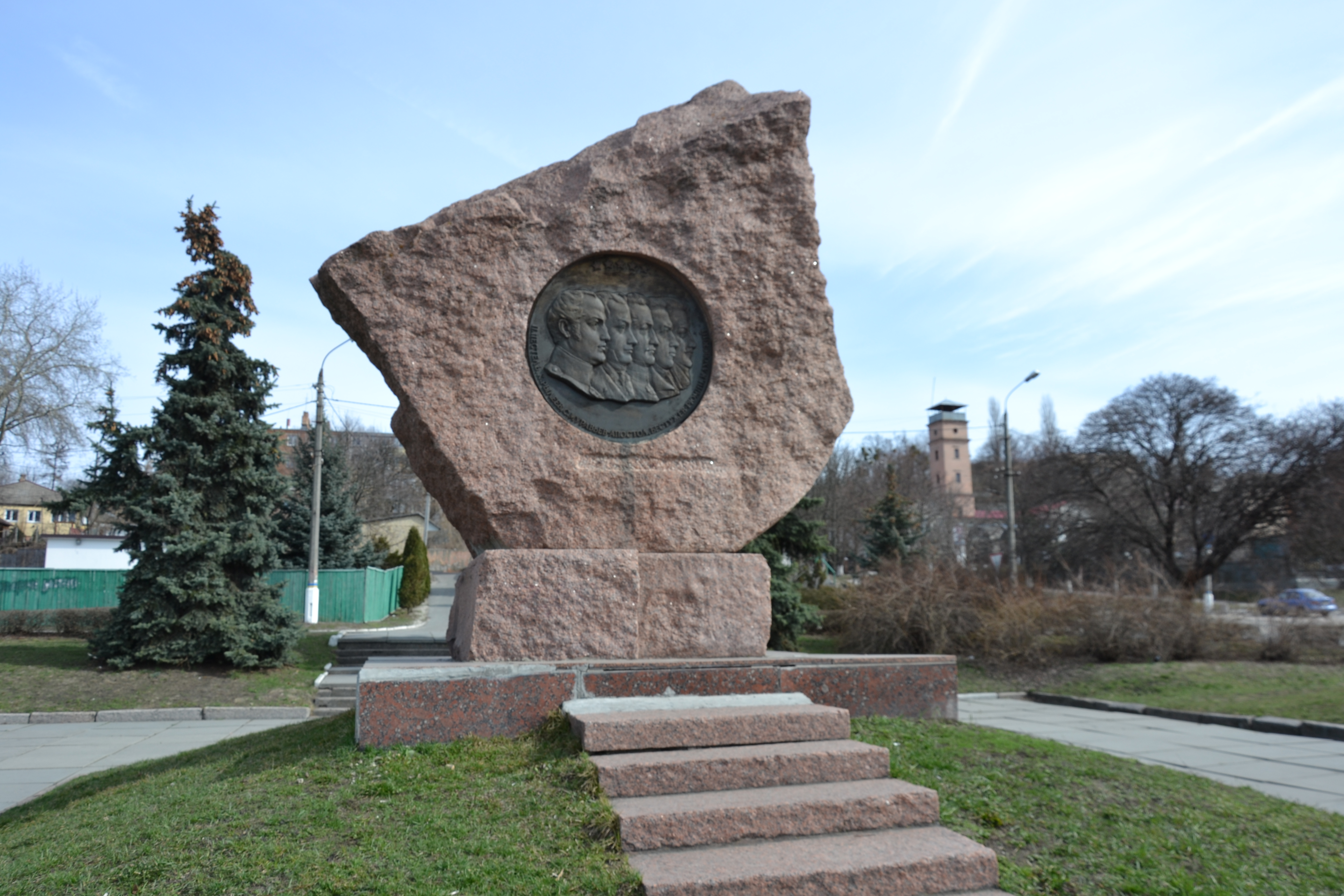
Пам'ятник декабристам в місті Васильків

Повстання очолили підполковник  С. Муравйов-Апостол, командир батальйону  Чернігівського полку і М. Бестужев-Рюмін; найактивнішими учасниками були військовики з  Товариства об'єднаних слов'ян (П. і А. Борисови, Сухінов Іван Іванович), які у вересні 1825 приєдналися до  Південного товариства декабристів.

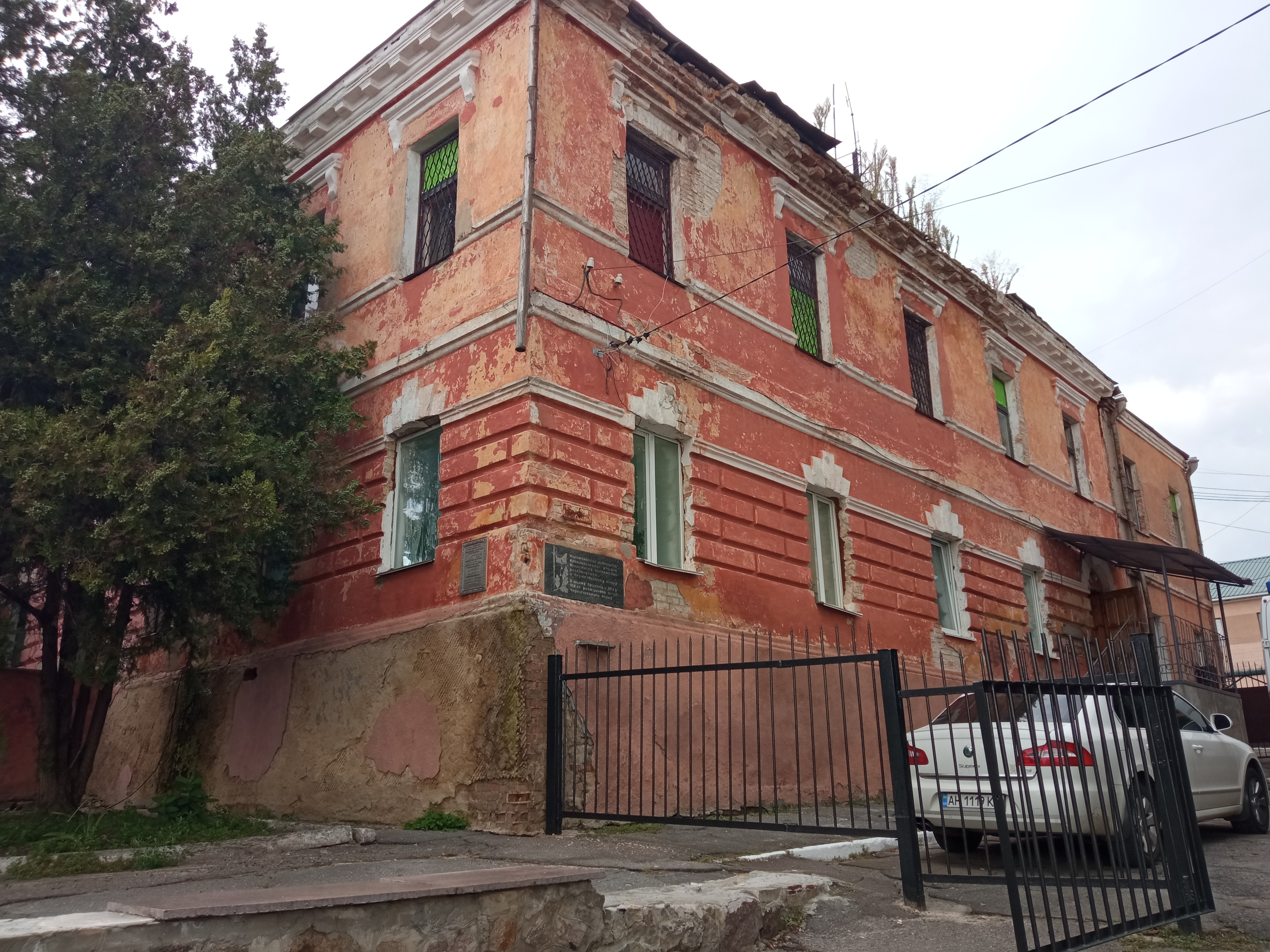
Васильків. Будинок адміністративний

Коли командир полку підполковник Г. І. Гебель спробував заарештувати бунтівників за наказом із Санкт-Петербурга, йому завдали багато поранень, але він вижив. Після цього бунтівники вирішили почати повстання.
Повстання почалося успішно; вранці 10 січня 1826 здобуто м. Васильків, 11 січня повстанці оволоділи штабом полку. Маршрут повстання склався таким чином: першою повстала 5-та рота Чернігівського полку, що стояла в Трилісах. Увечері того ж 29 грудня вона прийшла в село Ковалівку, де з'єдналася з іншою ротою того ж полку — 2-ю гренадерською. Уранці 10 січня С. Муравйов-Апостол на чолі двох рот вступив у  Васильків, де до нього приєдналися інші роти Чернігівського полку. Полк виявився, таким чином, майже весь у зборі. Полк зібрався на площі. Полкові знамена, полкова скарбниця — все було в руках повстанців. Муравйов покликав полкового священика Данила Кейзера, і той за його дорученням прочитав перед полком складений С. Муравйовим-Апостолом революційний «Православний катехізис», який складався з республіканських правил. У Василькові проявилася боротьба двох напрямів в керівництві повстанням: штаб повстання складався з чотирьох офіцерів, членів  Товариства об'єднаних слов'ян ( Сухінова,  Щепіло,  Кузьміна і  Соловйова), з одного боку, та Сергія Муравйова-Апостола, його брата  Матвія і Бестужева-Рюміна — з іншого. «Слов'яни» стояли за негайні, рішучі дії і за залучення на бік військового повстання селян. С. Муравйов зволікав, тому що чекав приєднання інших повсталих полків під командуванням членів Південного товариства. У Василькові слов'яни благали Муравйова негайно йти на Київ: там були співчуваючі офіцери і військові частини (наприклад, пропаганду серед робітників арсеналу вів Андрійович 2-й). Але С. Муравйов-Апостол не зважився прийняти цей план.

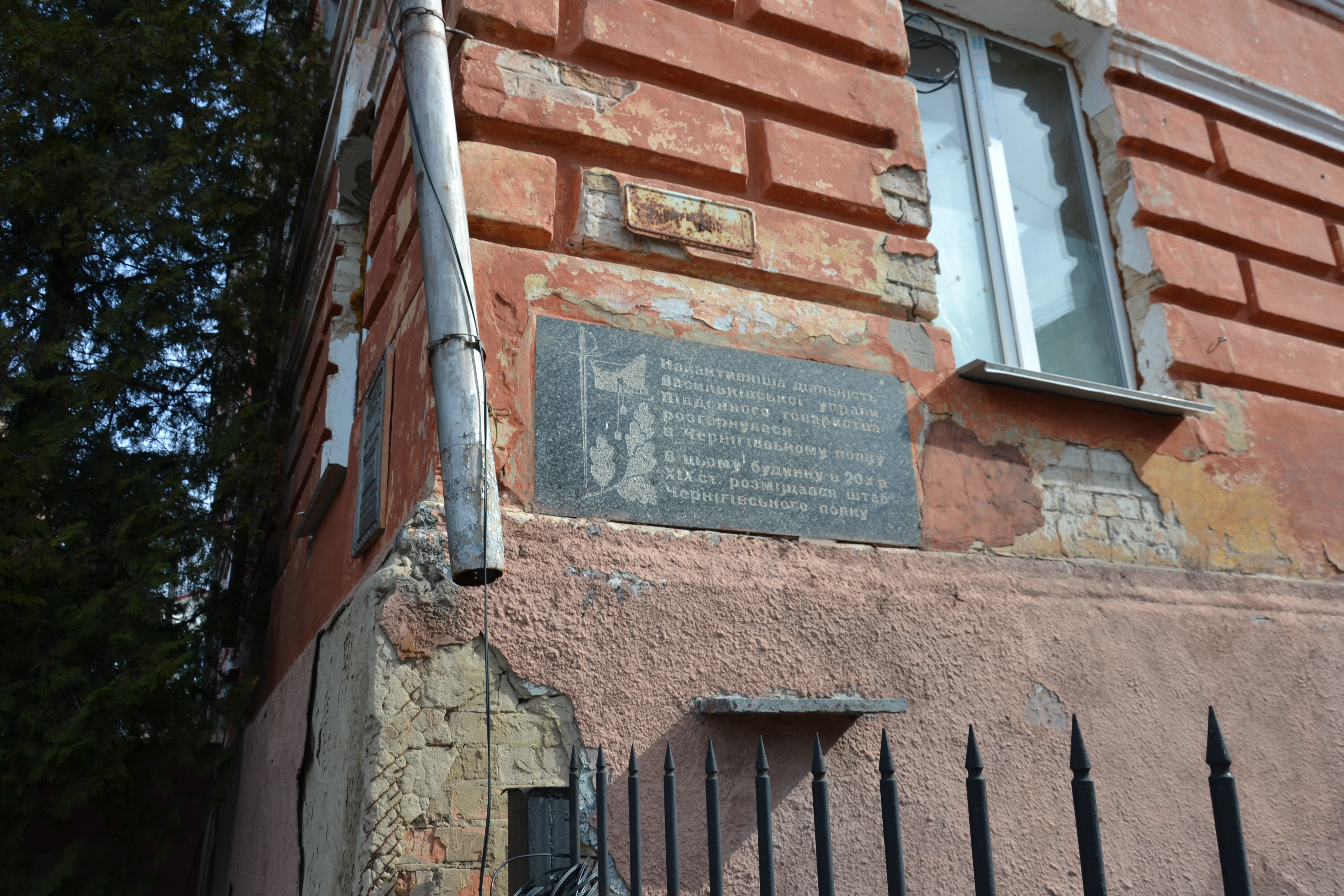
Будинок штабу Чернігівського полку 1817 р. в м. Васильків

З Василькова 11 січня 1826 року після полудня повсталі війська рушили в село  Мотовилівку, куди прийшли до вечора. 12 січня в Мотовилівці полку було оголошено відпочинок. Це викликало невдоволення солдатів, що вимагали швидких дій. Однак сили повстанців (близько 1000) не зростали, бо інші військові підрозділи і селяни відмовилися їх підтримати. 12 січня 1826 року Чернігівський полк намагався дістатися до Житомира для з'єднання з іншими полками, де служили члени  Південного товариства  декабристів. Проте поблизу села Ковалівки він був розбитий лояльними цареві частинами (загін генерала Гейсмара). Близько 50 повстанців було вбито. Після повстання  Чернігівського полку заарештовано й віддано під суд 869 солдат і 5 офіцерів.  С. Муравйова-Апостола і  Бестужева-Рюміна повішено, близько 100 заслано на каторгу до Сибіру, а Чернігівський 29-й піхотний полк розформовано і переведено в армію, діючу на Кавказі.